# Johnnie Tolan
 Johnnie Tolan  fou un pilot estatunidenc de curses automobilístiques nascut el 22 d'octubre del 1917.
Tolan va ser campió diverses vegades de midget cars passant a córrer a la Champ Car a les temporades 1956-1958 incloent-hi la cursa de les 500 milles d'Indianapolis d'aquests anys.
Johnnie Tolan va morir el 6 de juny del 1986 a Redondo Beach, Califòrnia.

## Resultats a la Indy 500
| Any    | Cotxe  | Sortida | Vel. mitja | Ranking | Final  | Voltes | V. líder | Retirat    |
| ------ | ------ | ------- | ---------- | ------- | ------ | ------ | -------- | ---------- |
| 1956   | 34     | 31      | 140.061    | 31      | 21     | 173    | 0        | Motor      |
| 1957   | 28     | 31      | 139.884    | 30      | 20     | 138    | 0        | Embragatge |
| 1958   | 19     | 30      | 142.309    | 31      | 13     | 200    | 0        | Va acabar  |
| Totals | Totals | Totals  | Totals     | Totals  | Totals | 511    | 0        |            |

| Curses       | 3 |
| Poles        | 0 |
| Voltes líder | 0 |
| Victòries    | 0 |
| Top 5        | 0 |
| Top 10       | 0 |
| Retirades    | 1 |

## A la F1
El Gran Premi d'Indianapolis 500 va formar part del calendari del campionat del món de la Fórmula 1 entre les temporades 1950 a la 1960.
Els pilots que competien a la Indy durant aquests anys també eren comptabilitats pel campionat de la F1.
Johnnie Tolan va participar en 3 curses de F1, debutant al Gran Premi d'Indianapolis 500 del 1956.

### Palmarès a la F1
- Participacions: 3
- Poles: 0
- Voltes Ràpides: 0
- Victòries: 0
- Pòdiums: 0
- Punts vàlids per la F1: 0